# Albert Calmette
Pour les articles homonymes, voir Calmette.
Albert Calmette, né le 12 juillet 1863 à Nice et mort le 29 octobre 1933 à Paris, est un médecin et bactériologiste militaire français.
Sa renommée tient à la mise au point entre 1904 et 1928, avec le vétérinaire Camille Guérin, de la vaccination contre la tuberculose grâce au BCG.

## Biographie

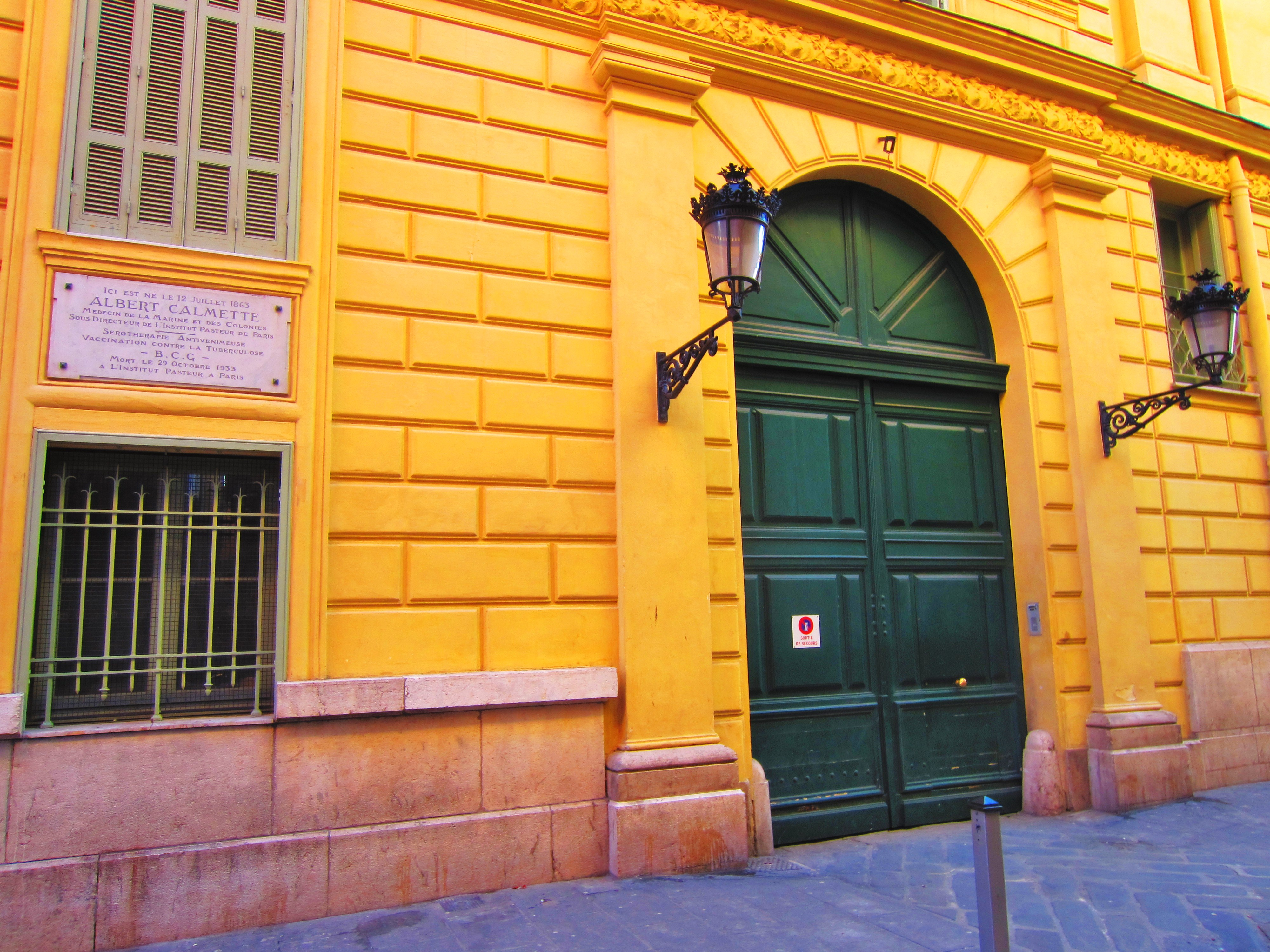
Maison de Nice où il naquit.

Fils de Guillaume, 40 ans, avocat, chef de division à la Préfecture, et d'Adèle Charpentier, 35 ans, Albert Calmette est né à Nice le 12 juillet 1863. Il fait ses études dans différents lycées à Clermont-Ferrand, au lycée Saint-Charles à Saint-Brieuc et à Brest, ainsi qu'au lycée Saint-Louis à Paris. De 1881 à 1883, il est élève de l'École de médecine navale de Brest, où il suit l'enseignement d'Armand Corre. En 1883, il commence à exercer à Hong Kong, dans le corps des médecins de marine, où il étudie la malaria, sujet de sa thèse de doctorat qu’il soutient en 1886. Il est ensuite envoyé à Saint-Pierre-et-Miquelon, puis il exerce en Afrique occidentale, au Gabon et au Congo, où il continue d'étudier non seulement la malaria mais aussi la maladie du sommeil et la pellagre.
Il épouse en 1888 Emilie de la Salle à Paris.
En 1890, il suit un stage de bactériologie dans le laboratoire du docteur Émile Roux à Paris. Associé aux recherches de Louis Pasteur, il est chargé par ce dernier de fonder l'Institut Pasteur de Saïgon où il organise la production de vaccins contre la rage. Il se consacre à la toxicologie, qui vient de naître, en liaison étroite avec l’immunologie, et il étudie le venin des serpents et des abeilles, les poisons issus des plantes et le curare. Il organise également la production de vaccins contre la variole et la rage, et mène des recherches sur le choléra et sur la fermentation de l'opium et du riz. Il côtoïe à Saïgon Alexandre Yersin.
En 1894, il revient en France et met au point les premiers antivenins contre les morsures de serpent en utilisant des sérums de chevaux vaccinés et immunisés (sérum de Calmette). Ces travaux sont repris plus tard à l'Institut Butantan de São Paulo par le médecin brésilien Vital Brazil qui met au point plusieurs autres antivenins contre les serpents, les scorpions et les araignées. Calmette participe également à la mise au point du premier sérum immunisateur contre la peste bubonique (la peste noire), en collaboration avec Alexandre Yersin (1863-1943), qui avait découvert son agent pathogène, Yersinia pestis, et il se rend au Portugal pour étudier une épidémie à Porto et aider à la combattre.

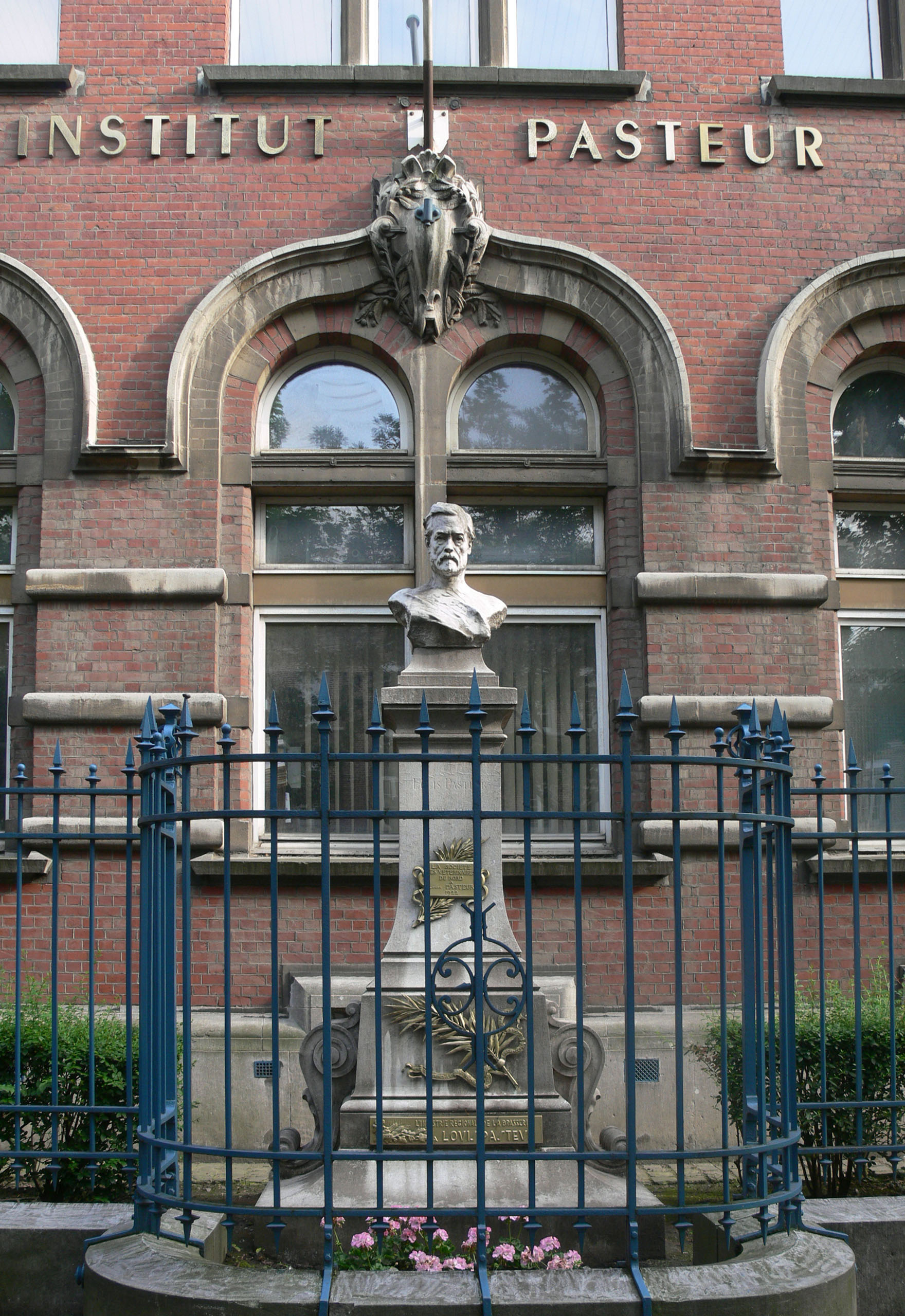
Institut Pasteur de Lille.

À partir de 1895, il poursuit d'autres recherches à l'Institut Pasteur de Lille, dont Roux lui avait confié la direction qu'il assumera pendant 25 ans. En janvier 1901, il y fonde le dispensaire alors appelé Émile-Roux (il s'appelle aujourd'hui dispensaire Calmette) qui était le second à avoir été créé en France spécifiquement pour lutter contre la tuberculose. Ce dispensaire servira de modèle à ceux préconisés par la loi Léon Bourgeois en 1916. En 1904, il fonde la Ligue du Nord contre la Tuberculose, qui existe toujours. En 1905 il fait partie, avec Édouard Imbeaux, des membres fondateurs de l'Association générale des ingénieurs, architectes et hygiénistes municipaux devenue quelques années plus tard l'Association générale des hygiénistes et techniciens municipaux (AGHTM) puis l'Association scientifique et technique pour l'eau et l'environnement (ASTEE). À la même époque, il estime que les vaccins ont rendu « l'œuvre de colonisation éminemment humanitaire et civilisatrice ».
En 1908, il fait partie des membres fondateurs de la Société de pathologie exotique et en 1909, il participe à la fondation de l'antenne d'Alger.
Au cours de la Première Guerre mondiale, il est nommé adjoint du directeur du service de santé de la 1re région militaire à Lille, mais ne peut rejoindre la ville occupée par les troupes allemandes. Il organise les hôpitaux militaires auxiliaires.
En 1917, il est nommé sous-directeur adjoint de l'Institut Pasteur de Paris, institut qu'il ne peut rejoindre avant la fin de la guerre du fait de l'occupation de Lille par les troupes allemandes. Il est élu à l'Académie de médecine en 1919, à l'Académie des sciences d'outre-mer en 1922 et à l'Académie des sciences en 1927.

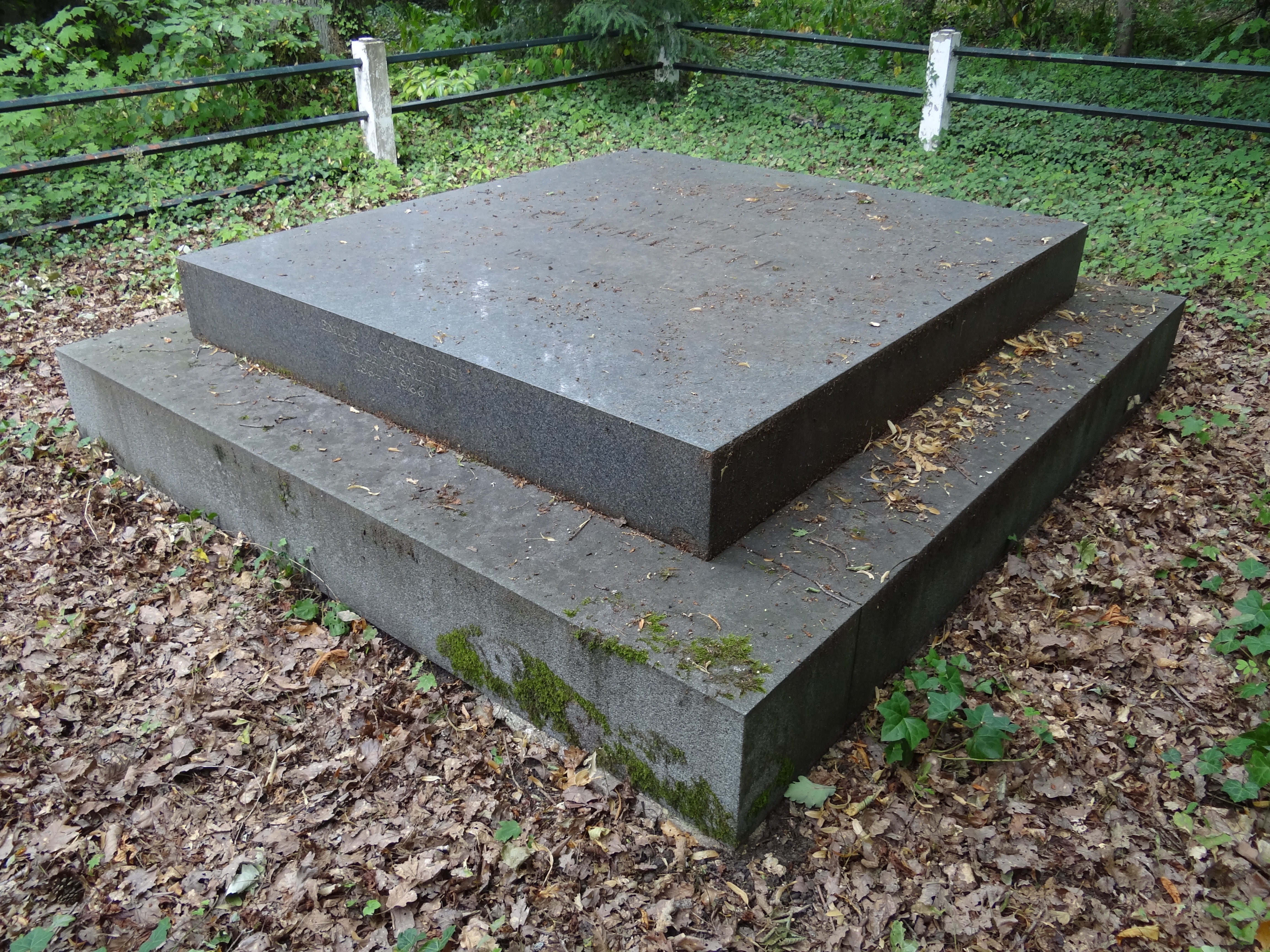
Le tombeau d'Albert Calmette dans le parc de la Villa Bourget-Calmette à Jouy-en-Josas (Yvelines).

Il est inhumé dans le parc de la propriété Bourget-Calmette à Jouy-en-Josas,.

## Recherches sur la tuberculose

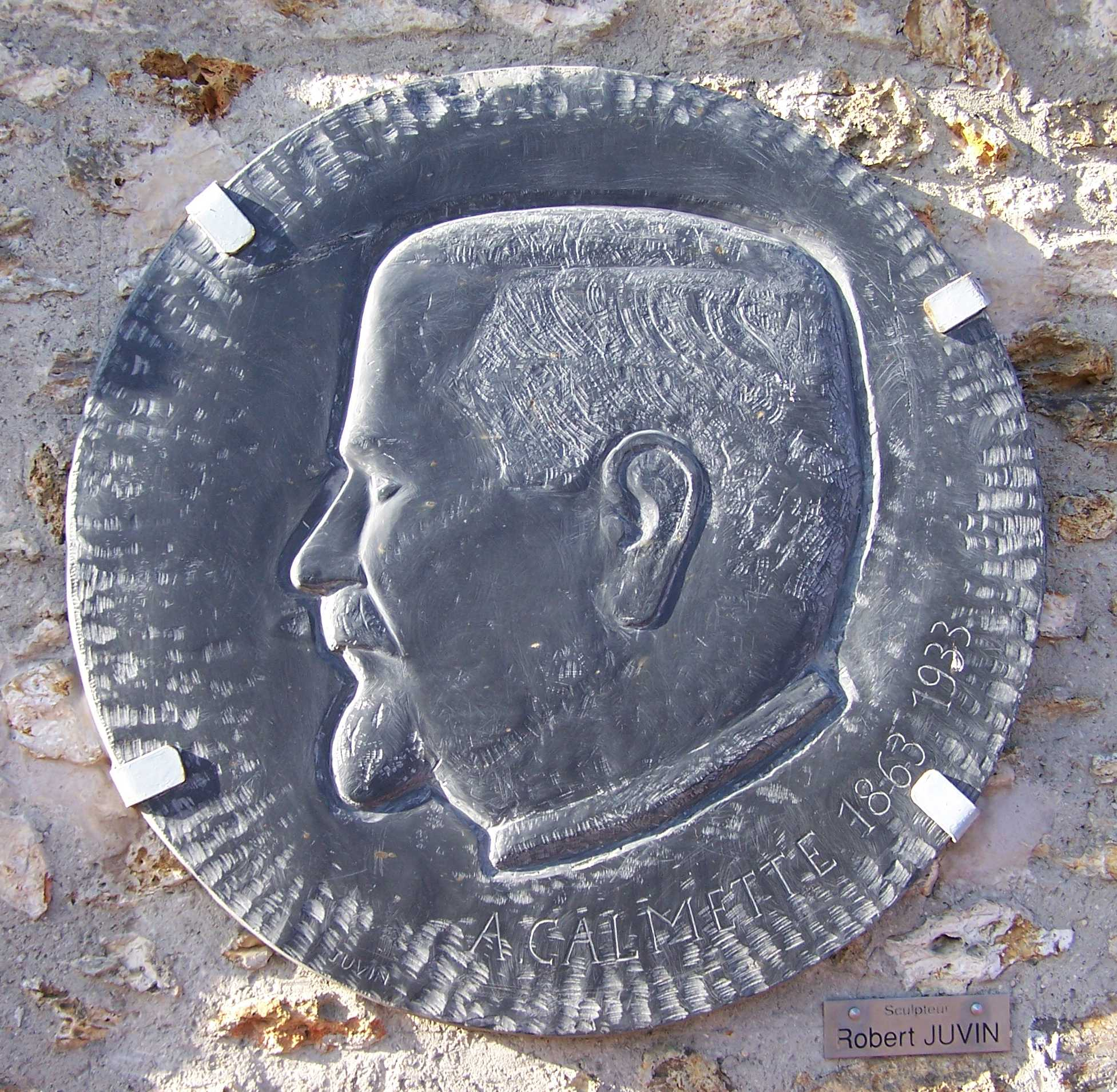
La plaque commémorative à l'entrée de la maison d'Albert Calmette à Jouy-en-Josas.

Le principal travail scientifique de Calmette, celui qui devait lui apporter une gloire mondiale et attacher son nom à l'histoire de la médecine, fut la mise au point d'un vaccin contre la tuberculose qui, à cette époque, faisait des ravages. En 1882, le microbiologiste allemand Robert Koch avait découvert que l'agent pathogène de cette maladie était le Mycobacterium tuberculosis (bacille de Koch), découverte qui avait intéressé Pasteur.
En 1906, Camille Guérin, vétérinaire et immunologiste, avait établi que l'immunité contre la tuberculose était liée à des bacilles tuberculeux vivant dans le sang. En utilisant la méthode pastorienne, Calmette voulut savoir si cette immunité se développerait comme réponse à l'injection, chez les animaux, de bacilles bovins atténués. Cette préparation reçut le nom de ses deux découvreurs (Bacillum Calmette-Guérin, ou en abrégé BCG : vaccin bilié de Calmette et Guérin). L'atténuation était obtenue en cultivant les bacilles dans un substrat contenant de la bile, d'après une idée émise par un chercheur norvégien, Kristian Feyer Andvord (1855-1934).
De 1908 à 1921, Guérin et Calmette s'efforcent de produire des souches de bacilles de moins en moins virulentes, grâce à des transferts dans des cultures successives. Enfin, en 1921, ils utilisèrent le BCG avec succès sur des nouveau-nés à l'hôpital de la Charité de Paris.
Le programme de vaccination sembla cependant connaître un sérieux revers quand, en 1930, 72 enfants vaccinés contractèrent la tuberculose, à Lübeck. Mais l'enquête prouva que l'Institut Pasteur avait fourni des souches saines et que c'étaient les médecins de Lübeck qui avaient été coupables de négligences scandaleuses ; ils furent d'ailleurs condamnés à de la prison ferme tandis que l'Institut Pasteur était mis hors de cause. La vaccination massive des enfants fut réintroduite dans beaucoup de pays après 1932 avec des techniques de production plus sûres. Calmette n'en avait pas moins été profondément affecté. Il mourut un an plus tard à Paris.
Albert Calmette était le frère d'Émile Calmette (1851-1934), médecin inspecteur général des Armées, et de Gaston Calmette (1858-1914), directeur du Figaro de 1903 à 1914, assassiné en 1914 par Henriette Caillaux, l'épouse du ministre des Finances Joseph Caillaux.

## Hommages toponymiques posthumes

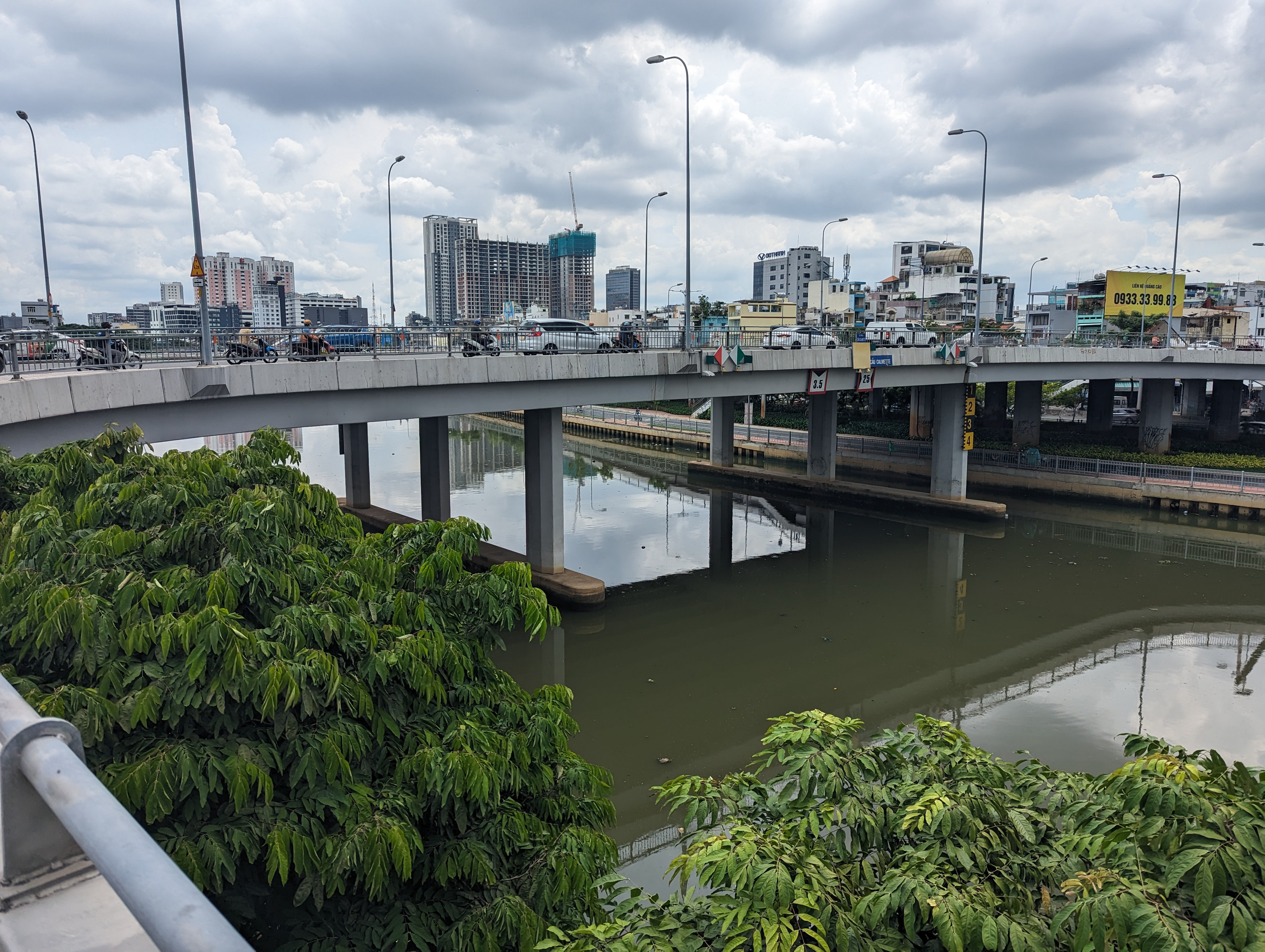
Pont Calmette

De nombreux établissements scolaires et hôpitaux, ainsi que de nombreuses voies, portent son nom. Si l'on fait abstraction des innombrables rues Calmette et écoles primaires Calmette, son nom a été donné dans les villes suivantes, classées de manière alphabétique (liste non exhaustive) :
- un pont (2009) à Hô Chi Minh-Ville, proche de la sortie du tunnel de Thu Thiem, district 1 ;
- un hôpital à Pnohm Penh ;
- un arrêt de tramway, ainsi qu'une rue à Grenoble ;
- un hôpital CHU à Lille ;
- un hôpital à Lorient ;
- un hôpital (en), à Phnom Penh au Cambodge ;
- un collège à Limoges ;
- un lycée à Nice (lycée Albert-Calmette) ;
- un bâtiment au sein de l'hôpital Albert-Chenevier à Créteil ;
- un collège à Wasquehal ;
- une place à Petit-Fort-Philippe (commune de Gravelines) dans le Nord ;
- une place à Navenne (Haute-Saône) ;
- une rue à Tunis, Tunisie ;
- une rue à Constantine, Algérie ;
- une rue en Abidjan, Côte d'Ivoire ;
- une rue à La Courneuve, France ;
- une rue à Pierrelaye (Val-d'Oise), France ;
- une rue à Rueil-Malmaison (Hauts-de-Seine), France ;
- une rue à Verberie (Oise), France ;
- une rue à Villemandeur (Loiret), France ;
- une rue à Pont-du-Château (Puy-de-Dôme), France ;
- une rue à Le Cannet (Alpes-Maritimes), France ;
- un institut départemental à Camiers (Pas-de-Calais), France ;
- une rue Calmettes à Dakar-Plateau (Sénégal) ;
- un square à Paris (France);
- une rue à Jouy-en-Josas (Yvelines), France.

Les Messageries maritimes donnèrent son nom à un de leurs navires.